# Наука ненависти
«Нау́ка не́нависти» — рассказ Михаила Шолохова, написанный в июне 1942 года в Камышине и впервые опубликованный в газете «Правда» 22 июня 1942 года, спустя ровно год после начала Великой Отечественной войны. В конкретных условиях идущей войны (отступление советских войск на Кавказе и на Волге, ужесточение оккупационного режима на захваченных Третьим рейхом советских территориях), сознательно приуроченный публикаторами к годовщине начала войны.

## Сюжет
Рассказчик, приехавший на фронт, разговаривает с лейтенантом Виктором Герасимовым, который неожиданно болезненно реагирует на проходящих мимо него пленных немцев. Рассказчик узнаёт, что лейтенант был в немецком плену. При двух последующих встречах Герасимов рассказывает ему о себе.
До войны потомственный рабочий Виктор Герасимов работал механиком на одном из заводов Западной Сибири. Был женат, растил двоих детей. Вместе с ним жил его отец-инвалид. Жена и отец провожали его на войну с патриотическими наставлениями, и даже секретарь райкома партии, обычно «очень сухой, рассудочный человек», сказал ему несколько слов напутствия, что даже «очки у него будто бы отпотели…» и он не казался «таким уж сухарем».
Уже в июле 1941 года Герасимов принял участие в первых боях. Отступая, его часть взяла в плен пятнадцать немцев, которым бойцы Герасимова даже симпатизировали, давая им еду, табак и называя «камрадами». Опытный боец-кадровик окоротил остальных, коротко сказав о том, как немцы, в отличие от них, обращаются с нашими пленными и мирным населением.
Вскоре часть перешла в наступление, и бойцы увидели всё своими глазами. Больше всего Герасимову запала в память изнасилованная и убитая немцами одиннадцатилетняя девочка, которая шла в школу. Рядом с ней валялся учебник физической географии Баркова и Половинкина для 5 класса. Точно такой же был у дочери Герасимова — пятиклассницы. Чуть позже они увидели место казни красноармейцев: на куче крупно нарубленного мяса стопкой лежали восемь красноармейских пилоток. «Все мы поняли, что имеем дело не с людьми, а с какими-то осатаневшими от крови собачьими выродками».
В сентябре в бою Герасимов был ранен осколками мины, потерял сознание и был взят в плен.

## История
По свидетельству главного редактора газеты «Красная звезда» Давида Ортенберга, газетная, журналистская работа Михаила Шолохова, которой Шолохов в целом тяготился, не считая себя журналистом, была инициирована именно им, Ортенбергом:

— Михаил Александрович, как вы отнесётесь к такому предложению: ездить по фронтам и писать только то, что вам будет по душе?
Он посмотрел на меня своими синими, лучистыми глазами, кивнул головой. И отправился моложавый полковой комиссар по фронтам, как бы сейчас сказали, в автономное плавание, к героям своих будущих произведений, сражавшихся за Родину.
Нам, конечно, хотелось, чтобы об увиденном Шолохов рассказывал сразу, но всё же мы не торопили писателя. Пришло время, и вот сегодня опубликована его «Наука ненависти».

Однако, впервые рассказ, написанный Шолоховым в июне 1942 года в Камышине, был опубликован 22 июня 1942 года в газете «Правда» и только на следующий день, 23 июня — в «Красной звезде». Следующая публикация появилась в журнале «Политпросветработа» (№ 22 за 1942 год), затем рассказ был издан отдельной брошюрой в серии «Библиотека „Огонек“» (№ 35) издательств «Воениздат» и «Правда». До конца Второй мировой войны рассказ переиздавался несколько десятков раз.

## Прототип главного героя рассказа
В основу рассказа Шолохова легла история плена политрука Юго-Западного фронта 26-й армии 27-й отдельной роты медицинского усиления Зиновия Яковлевича Фердмана. Фердман попал в плен 21 сентября 1941 года возле села Денисовка Полтавской области, был помещён в лагерь военнопленных в селе Боканка, 26 сентября бежал из лагеря и 21 ноября вышел в расположение советских войск.
Стилистика записанных Шолоховым показаний Фердмана свидетельствует о том, что Шолохов либо присутствовал на опросе, либо переписал протокол показаний Фердмана в особом отделе.
Среди прочего Фердман дал следующие показания:

…Попал я в плен вместе с рядовыми, без знаков различия, и потому остался жив, а командиров, которые не успевают снять знаков различия, сразу берут отдельно, очень сильно издеваются и потом сразу же расстреливают.
Привели нас вечером в лагерь, а на утро вокруг себя я увидел тысяч 20 людей, которые копошились в грязи, тесноте, оборванные и избитые. Многие, ослабевшие от голода, валялись под ногами. Хотя есть давали каждые сутки, — всем не хватало. Менее сильные физически не ели по 4—5 дней. Кормят просом и подсолнухом. От этого очень многие умирают от запора. Каждый день выносили по 10—15 мертвых.
Часто пленные сами, заметив, что некоторые сильно ослабли, под видом мёртвых перебрасывали их через забор. На утро проверяли, но их не было. Очевидно, их кто-то спасал.